# 丹地交通博物館
丹地交通博物館（英語：Dundee Museum of Transport）是一座位於蘇格蘭鄧迪的交通博物馆，於2014年4月26日正式開幕。博物館目前臨時位置為鄧迪市場街（Market Street），博物館營運者希望將來能把博物館搬到瑪麗菲爾德電車庫（Maryfield Tram Depot）。目前博物馆馆舍已列入苏格兰古代和历史遗迹皇家委员会的风险建筑物登记名册，需要进行大规模的维修。
與大部份英國博物館不同的是，丹地交通博物館需要購買進場才能參觀。

## 图库

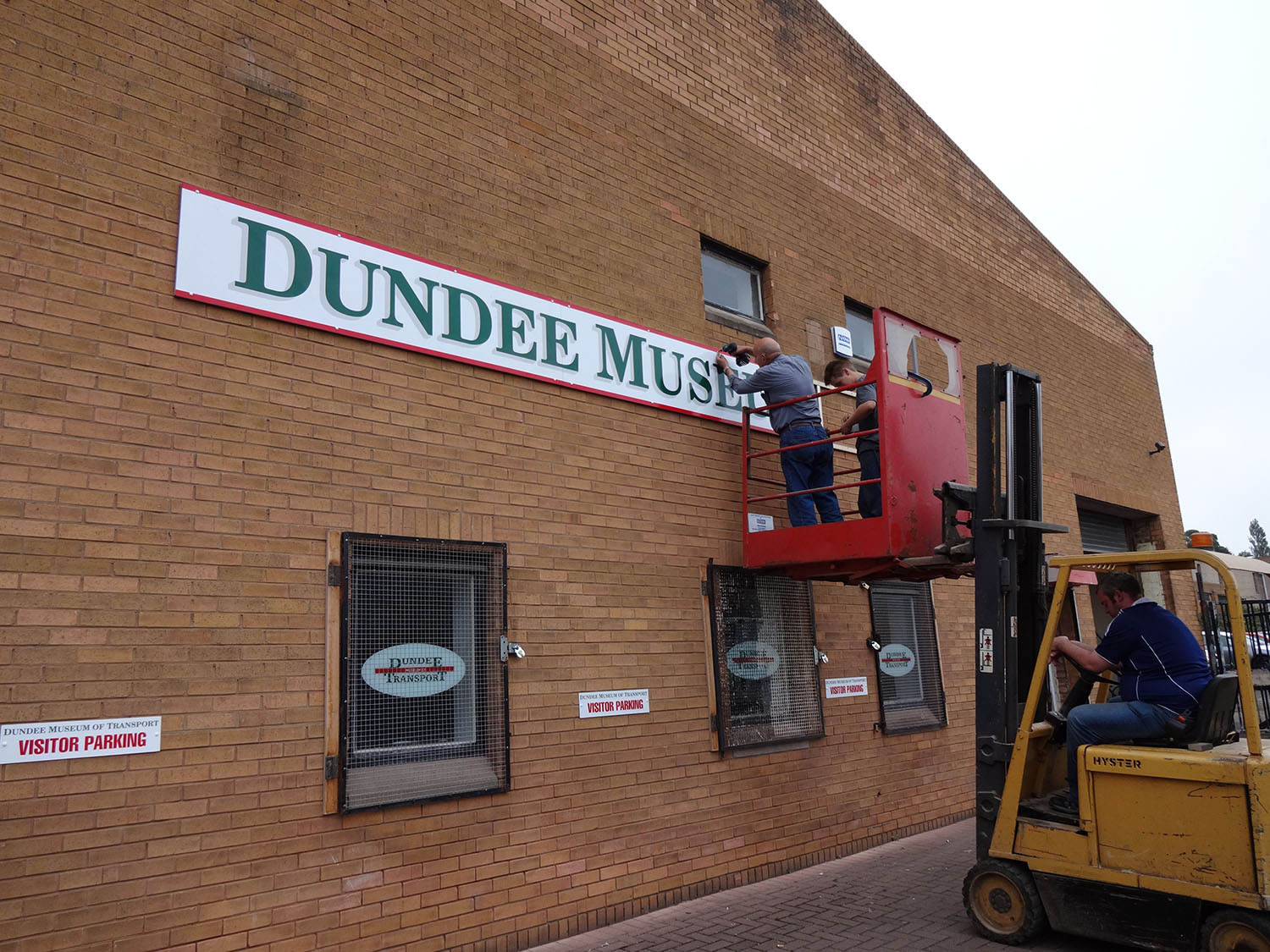
安装在博物馆临时馆舍外的博物馆标志。
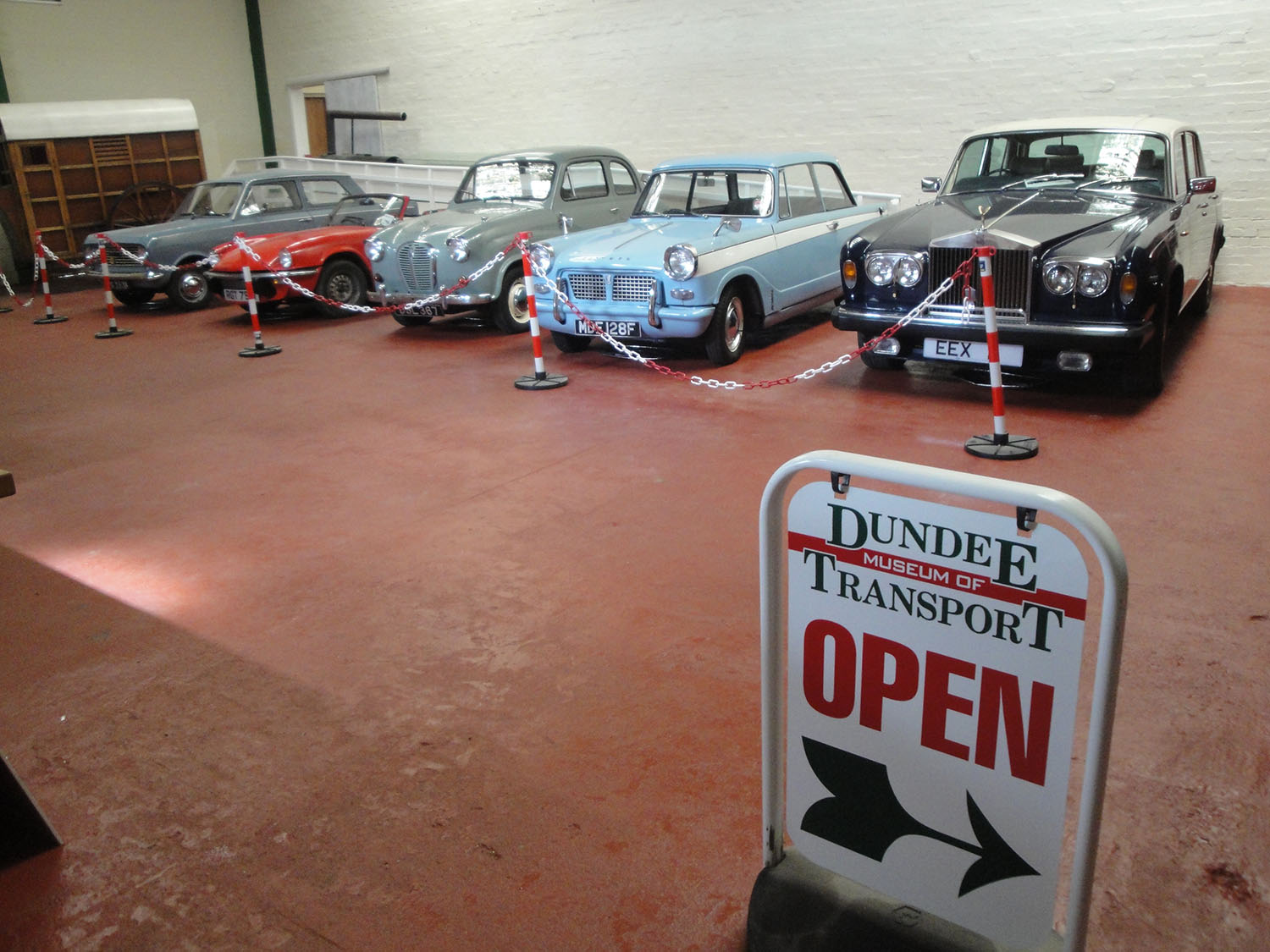
2014年前开发的邓迪交通博物馆。
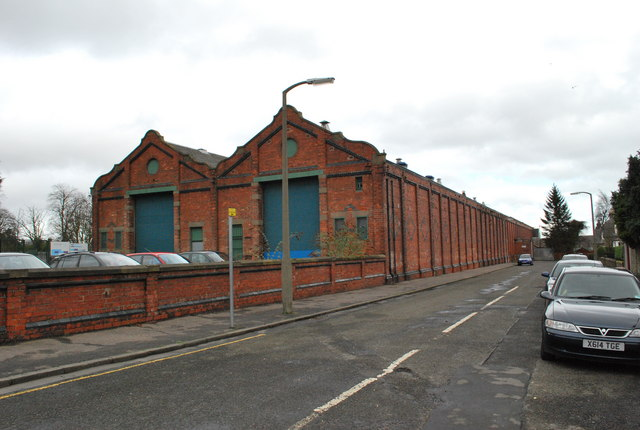
博物馆计划中的永久馆舍——玛丽菲尔德有轨电车厂。

## 外部連結
- 官方网站